# Kujbyševskij rajon (Novokuzneck)
Il Kujbyševskij rajon (in lingua russa Куйбышевский), o distretto di Kujbyševsk, è un quartiere della città di Novokuzneck, nell'Oblast' di Kemerovo.
Il nome del rivoluzionario russo Valerian Vladimirovič Kujbyšev (nato a Omsk nel 1888) è stato dato al distretto per una ragione: nel marzo 1906 Kujbyšev si è trasferito a Kuzneck, dove suo padre svolgeva il servizio militare. Kujbyšev ha incominciato la vita rivoluzionaria a Kuzneck, ma fu costretto a lasciare la città. Nei tempi della Guerra Civile russa negli anni 20 Kujbyšev diventò uno dei capi dell'Armata Rossa. Kujbyšev ha dato un sostegno notevole alla creazione dell'Industria degli Urali e del Bacino di Kuzbass. Nel 1926 dopo la morte di Dzeržinskij Kujbyšev è diventato il Capo del Consiglio superiore dell'economia popolare. Nel 1929 grazie a Kujbyšev è stato creata l'agenzia NKMK. Il nome di Kujbyšev è stato dato al distretto nel 1925.

## L'attuale distretto
L'attuale distretto Kujbyševskij con i suoi confini è stato creato nel 1941 ed è il secondo più grande della città.
La popolazione attuale è 100.000 abitanti con 925 case comunali e con 12.000 case private.
Nel distretto ci sono 20 scuole medie e superiori e 23 scuole materne.